# Lijst van burgemeesters van Jisp
Dit is een lijst van burgemeesters van de voormalige Nederlandse gemeente Jisp in de provincie Noord-Holland tot de opheffing in 1991 toen Jisp opging in de gemeente Wormerland.
| Ambtsperiode | Naam burgemeester                     | Partij of stroming | Bijzonderheden                                                                    |
| ------------ | ------------------------------------- | ------------------ | --------------------------------------------------------------------------------- |
| 1811 - 1814  | C. (Cornelis) van Maenen              |                    |                                                                                   |
| 1814 - 1817  | C. Boom                               |                    |                                                                                   |
| 1817 - 1845  | J. (Johannes) Wildschut               |                    | tevens burgemeester van Wijdewormer                                               |
| 1845 - 1859  | A. (Adrianus) Wildschut               |                    | tevens burgemeester van Wijdewormer (1852-1859) en Wormer (1852-1854)             |
| 1859 - 1902  | C. (Cornelis) Wildschut               |                    | tevens burgemeester van Wijdewormer                                               |
| 1902 - 1918  | J. (Johannes) Wildschut               |                    | tevens burgemeester van Wijdewormer                                               |
| 1918 - 1923  | C. (Cornelis) Wildschut               |                    |                                                                                   |
| 1923 - 1951  | W. (Willem) Voster                    |                    |                                                                                   |
| 1951 - 1955  | J.H. (Ko) Bergh                       |                    | Later burgemeester van Schoorl, Epe en Dodewaard (waarnemend).                    |
| 1955 - 1961  | A. (Amelius) Loggers                  |                    | waarnemend; tevens burgemeester van Wormer                                        |
| 1961 - 1967  | Jhr. J. (Jacob) Alberda van Ekenstein | PvdA               |                                                                                   |
| 1967 - 1972  | Evert Cornelis Tjaden                 |                    | waarnemend; tevens burgemeester van Wijdewormer (1958-1972)                       |
| 1973 - 1983  | J.D. (Jacques) Post                   | PvdA               | waarnemend; tevens burgemeester van Wijdewormer, later burgemeester van Wieringen |
| 1983 - 1991  | K. (Klaas) Kerkhoven                  | PvdA               | waarnemend; tevens burgemeester van Ilpendam (1973-1991)                          |